# Карловачки доживљаји 1889
„Карловачки доживљај 1889” је југословенски ТВ филм из 1983. године. Режирао га је Милош Радивојевић а сценарио су написали Филип Давид и Вељко Петровић.

## Улоге
| Глумац            | Улога                    |
| ----------------- | ------------------------ |
| Љуба Тадић        | Паја, ректор             |
| Соња Савић        | Милица                   |
| Бранимир Брстина  | Милан                    |
| Бранко Цвејић     | Михајло, лекар           |
| Ђорђе Јелисић     | Прота Васа, отац Миланов |
| Исидора Радојевић | Мара, девојчица          |
| Слађана Радојевић | Јелица, девојчица        |
| Олга Савић        | Рада, жена Пајина        |
| Дубравка Живковић | Ната                     |